# Solbet

Solbet-Logo

Solbet (eigene Schreibweise: SOLBET) ist der Markenname des größten polnischen Herstellers für Porenbetonsteine. Das Sortiment von Solbet erstreckt sich von Porenbetonsteinen über U-Schalen und Stürze bis hin zu bauchemischen Produkten.

## Allgemeines
Die Solbet-Gruppe war 2009 auf der Liste der größten polnischen Unternehmen die Nummer 469. Der Umsatz betrug 327,259 Millionen Złoty, der Gewinn vor Steuern 33,216 Millionen Złoty. In der Gruppe wurden 1218 Mitarbeiter beschäftigt.
Der Marktanteil der „Equity Capital Group Solbet“ liegt im Bereich Porenbeton bei etwa 33 %. Die derzeitige Produktionskapazität aller Werke des Konzerns beträgt dabei bis zu zwei Millionen Kubikmeter Porenbeton pro Jahr. Dieses Material wird seit 1954 von Solbet produziert. Derzeit sind fünf Anlagen mit der Produktion von Wandmaterialien aus Gasbeton betraut. Der Hauptsitz von Solbet liegt in Solec Kujawski. Weitere Anlagen sind in Lubartów, Podnieśnie, Stalowa Wola und Kolbuszowa untergebracht. Weiterhin unterhält Solbet Anlagen zur Weiterentwicklung von Verfahren zur Herstellung und Verbesserung der Eigenschaften von Porenbeton.
Unter der Marke Solbet wird nicht nur Porenbeton produziert. Es wird ferner auch bauchemische Produkte wie Mörtel, Putze und Kleber hergestellt. Die Fabrik in Aleksandrów Kujawski ist mit der Herstellung dieser Produktgruppe seit 20 Jahren betraut. Solbet-Produkte sind neben der Präsenz auf dem polnischen Markt auch in anderen europäischen Ländern verfügbar. Für diese für Solbet wichtigen Märkte werden ständig Produkte entwickelt und speziell für den Markt zertifiziert.
Solbet erhielt u. a. die Goldmedaille der Internationalen Messe in Posen für verstärkte Stürze. Seit kurzem investiert Solbet in erneuerbare Energien und ist jetzt ein großer polnischer Betreiber von Windkraftanlagen. Mit dieser Energie wird auch das Werk in Solec Kujawski versorgt.